# Solothurner Literaturtage

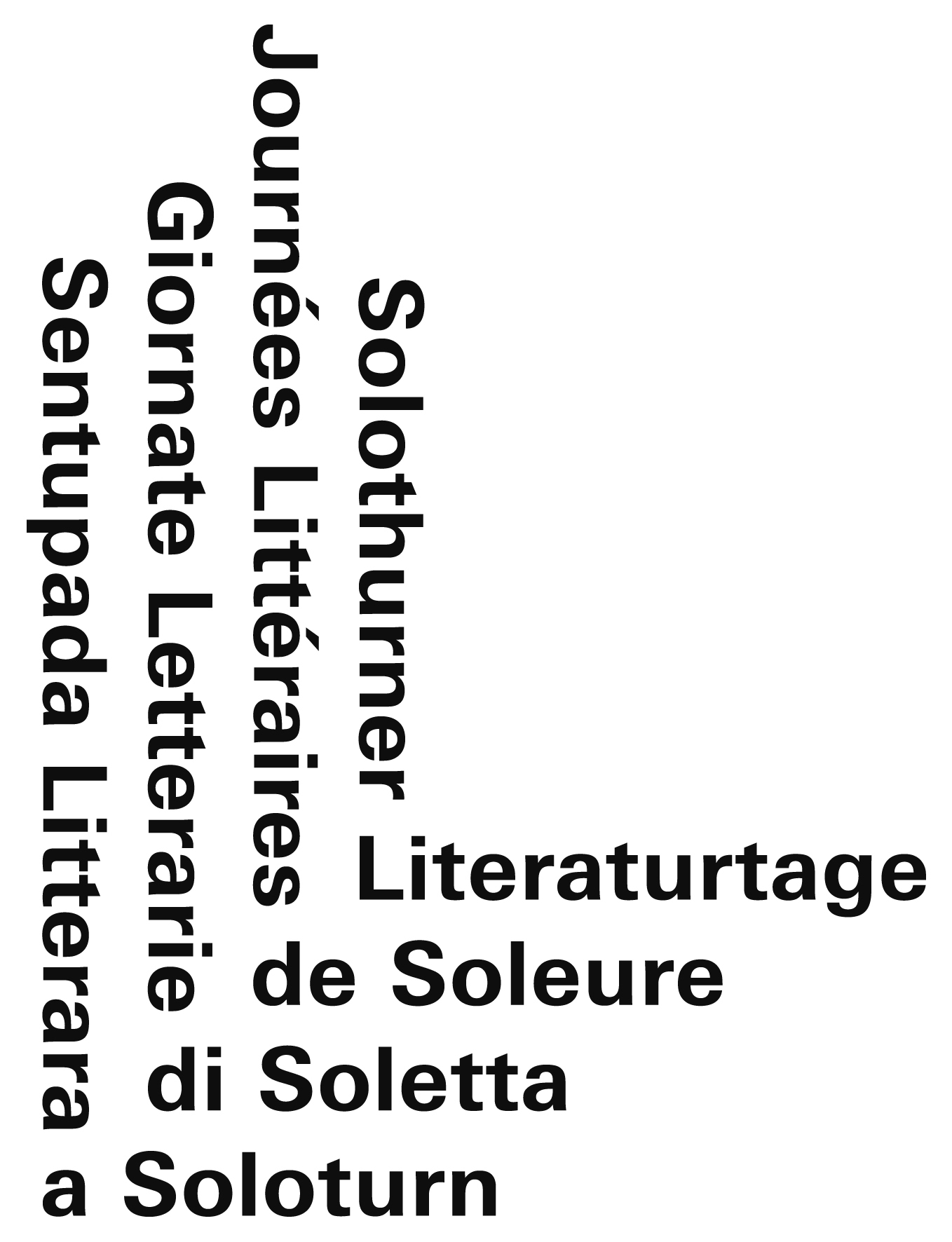
Logo der Solothurner Literaturtage

Die Solothurner Literaturtage sind ein Forum für das aktuelle Literaturschaffen in der Schweiz, für Begegnungen der Schweizer Schriftsteller aller Landesteile untereinander, mit dem Publikum, Fachleuten und Verlegern, mit zahlreichen Lesungen, Filmvorführungen, Ausstellungen. Sie finden seit 1979 alljährlich am Auffahrtswochenende in Solothurn statt. Von den Medien und der Öffentlichkeit werden sie als die wichtigste mehrsprachige Literaturveranstaltung der Schweiz wahrgenommen.

## Kurzbeschrieb
Alljährlich am Wochenende nach Auffahrt (Christi Himmelfahrt) finden in Solothurn Literaturtage statt. Seit ihrer Gründung 1978 durch Initiative von Autoren wie Otto F. Walter und Peter Bichsel entwickelten sich die Solothurner Literaturtage zum bedeutendsten Forum für das aktuelle Literaturschaffen in der Schweiz. Sie präsentieren die mehrsprachige Vielfalt der Schweizer Literatur in verschiedenen Veranstaltungsformaten, geben Schreibenden und Lesenden die Gelegenheit zu Begegnungen und Gesprächen in geselligem Rahmen und bieten insbesondere auch dem literarischen Nachwuchs eine Bühne.
Ausländische Gäste aus aller Welt und die Auseinandersetzung mit dem Literaturgeschehen jenseits des Horizonts der vier Landessprachen gehören fest zum Programm; dazu Gespräche über Probleme und Raffinement der Übersetzungsarbeit und deren Förderung, aber auch die Diskussion von politischen und kulturpolitischen Themen aus aktuellem Anlass.

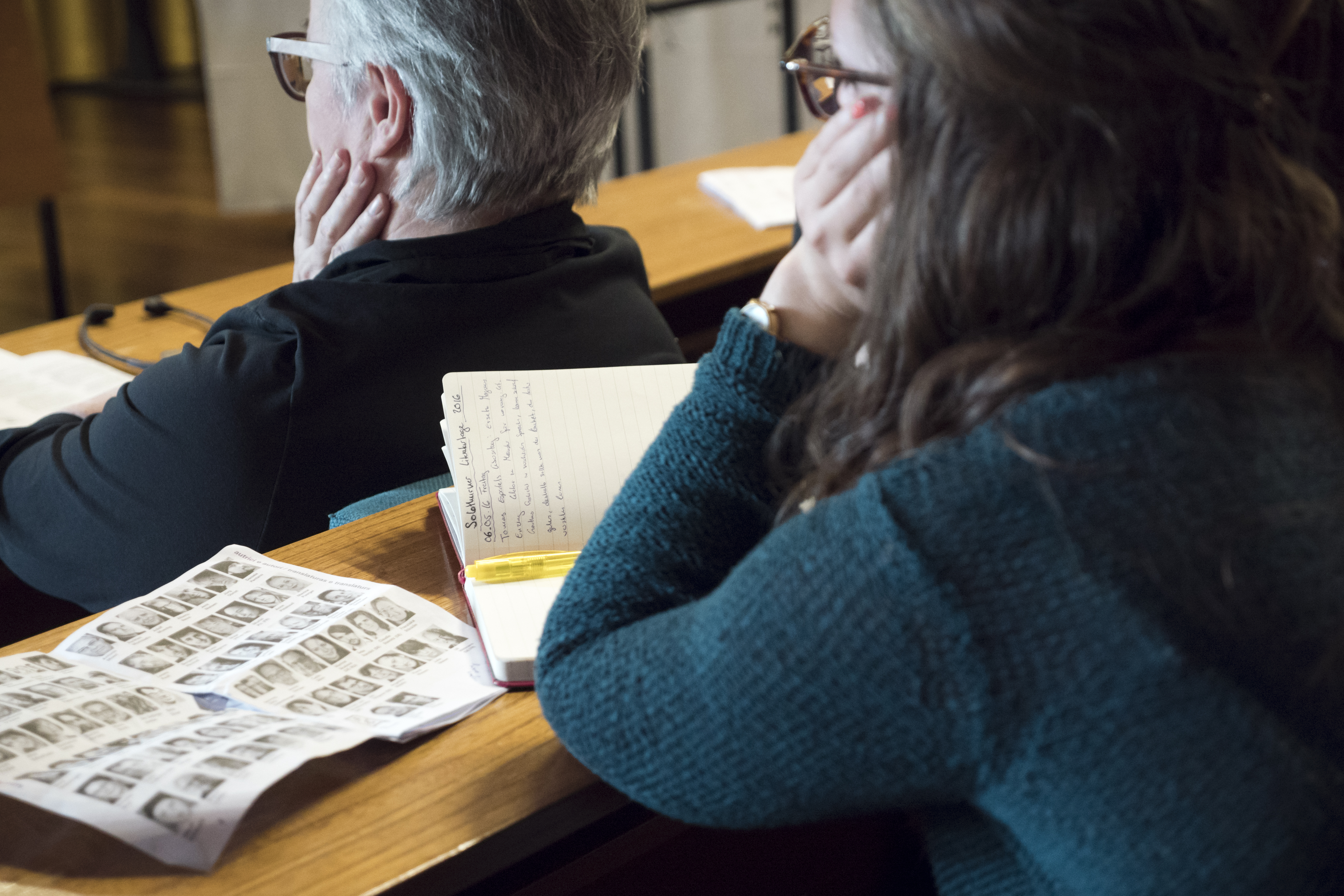
Stimmung Besucherinnen

## Geschichte
In den vergangenen 40 Jahren stellten die Solothurner Literaturtage rund 1600 verschiedene Autoren und deren Werke vor. War während der ersten Jahre noch jeweils ein ausländischer Autor zu Gast, intensivierte die Programmkommission den internationalen Dialog und lädt seit 1992 vermehrt Schreibende aus aller Welt ein. So haben auch Literaturnobelpreisträger John M. Coetzee, Günter Grass, Imre Kertész, Herta Müller, Claude Simon oder Wole Soyinka in Solothurn gelesen.
Eine umfassende Archivdatenbank mit Angaben zu allen Gästen und Veranstaltungen seit den ersten Solothurner Literaturtagen 1979 findet sich auf deren Website www.literatur.ch.

## Programm
Das Programm der Solothurner Literaturtage richtet sich gleichermassen an die interessierte Öffentlichkeit wie an das Fachpublikum. Im Mittelpunkt der Solothurner Literaturtage steht die «Werkschau der Schweizer Literatur», die belletristische, lyrische und essayistische Neuheiten in Form von moderierten Lesungen präsentiert.

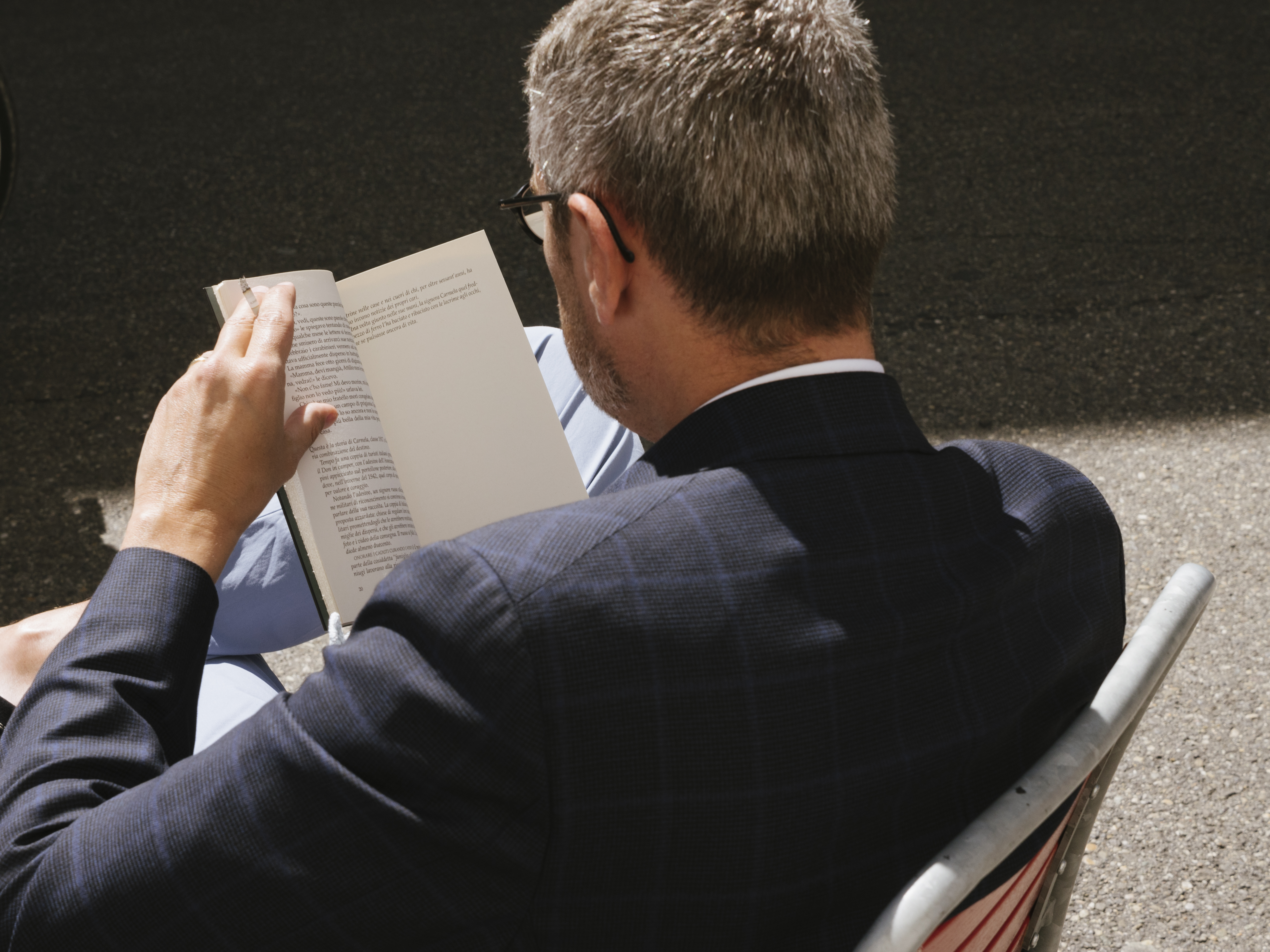
Stimmung Fabiano Alborghetti

Sie wird von einer zehnköpfigen Programmkommission erarbeitet, deren Mitglieder (Schreibende sowie Kritiker) jährlich zu einem Drittel neu gewählt werden. Die Kommission sichtet und beurteilt in einem mehrmonatigen intensiven Verfahren die aktuelle Literaturproduktion und trifft nach Massgabe des zeitlichen und finanziellen Rahmens eine möglichst umfassende und repräsentative Auswahl.
Ergänzt wird das Hauptprogramm durch zahlreiche Veranstaltungen zu Kinder- und Jugendbüchern, Übersetzungen sowie zu erweiterten Formen des kreativen und performativen Umgangs mit Sprache in Grenzbereichen der Literatur.
Einen aktuellen Schwerpunkt setzen dabei die «Zukunftsateliers», die seit 2014 durch Input-Referate und Workshops die Distanz des traditionellen Literaturbetriebs gegenüber den digitalen Technologien zu vermindern und durch einen konstruktiven Dialog zu führen versuchen.

## Veranstaltungsorte
Während der Solothurner Literaturtage wird unter anderem im Landhaus Solothurn, im Stadttheater Solothurn und im Kreuzsaal gelesen. Ausstellungen finden etwa im Künstlerhaus S11 oder in der Freitagsgalerie statt.
Mit drei Lesesälen und einem Informationspunkt bildet das Landhaus in Solothurn das Zentrum der Literaturtage. Da die meisten Veranstaltungen in der Solothurner Altstadt und damit in unmittelbarer Nähe zueinander stattfinden, hat das Publikum die Möglichkeit, ohne grösseren Zeitaufwand aufeinanderfolgende Veranstaltungen zu besuchen. Die räumliche Nähe der Veranstaltungsorte ist ein Alleinstellungsmerkmal der Solothurner Literaturtage und trägt entscheidend zu seiner familiären Stimmung bei.

## Kooperationspartner und Trägerschaft
Die Solothurner Literaturtage beziehen Partner aus dem Aus- und Inland auf verschiedensten Ebenen bei der Organisation und Durchführung der Literaturtage mit ein. Kooperationen bestehen unter anderem mit dem Schweizer Verband der Autorinnen und Autoren der Schweiz (AdS), dem Übersetzerhaus Looren, dem TOBS Theater Orchester Biel Solothurn, der Schweizer Kulturstiftung Pro Helvetia, Bibliomedia Schweiz sowie dem Bundesamt für Kultur.
Die Solothurner Literaturtage werden vom Verein der Solothurner Literaturtage getragen, der 1978 mit dem Ziel gegründet wurde, ein Forum für das aktuelle Literaturschaffen in der Schweiz aufzubauen, um damit den Kontakt und Austausch zwischen den Autoren, dem Publikum, den Medien und Verlagen auf einer regionalen, nationalen und internationalen Ebene zu fördern. Der Vereinsvorstand bestimmt die strategische Ausrichtung der Literaturtage, beauftragt die Programmkommission mit der Kuration der Werkschau und stellt die Leitung an. 
Bisherige Leiterinnen und Leiter:
- 1978–2012: Veronika Jäggi
- 2012–2013: Bettina Spoerri
- 2013–2020: Reina Gehrig[2]
- 2020–2022: Dani Landolf[3]
- 2022–2024: Rico Engesser und Nathalie Widmer[4][5][1]
- seit 2024: Catherine Schlumberger[6]